# Arthur W. Kopp

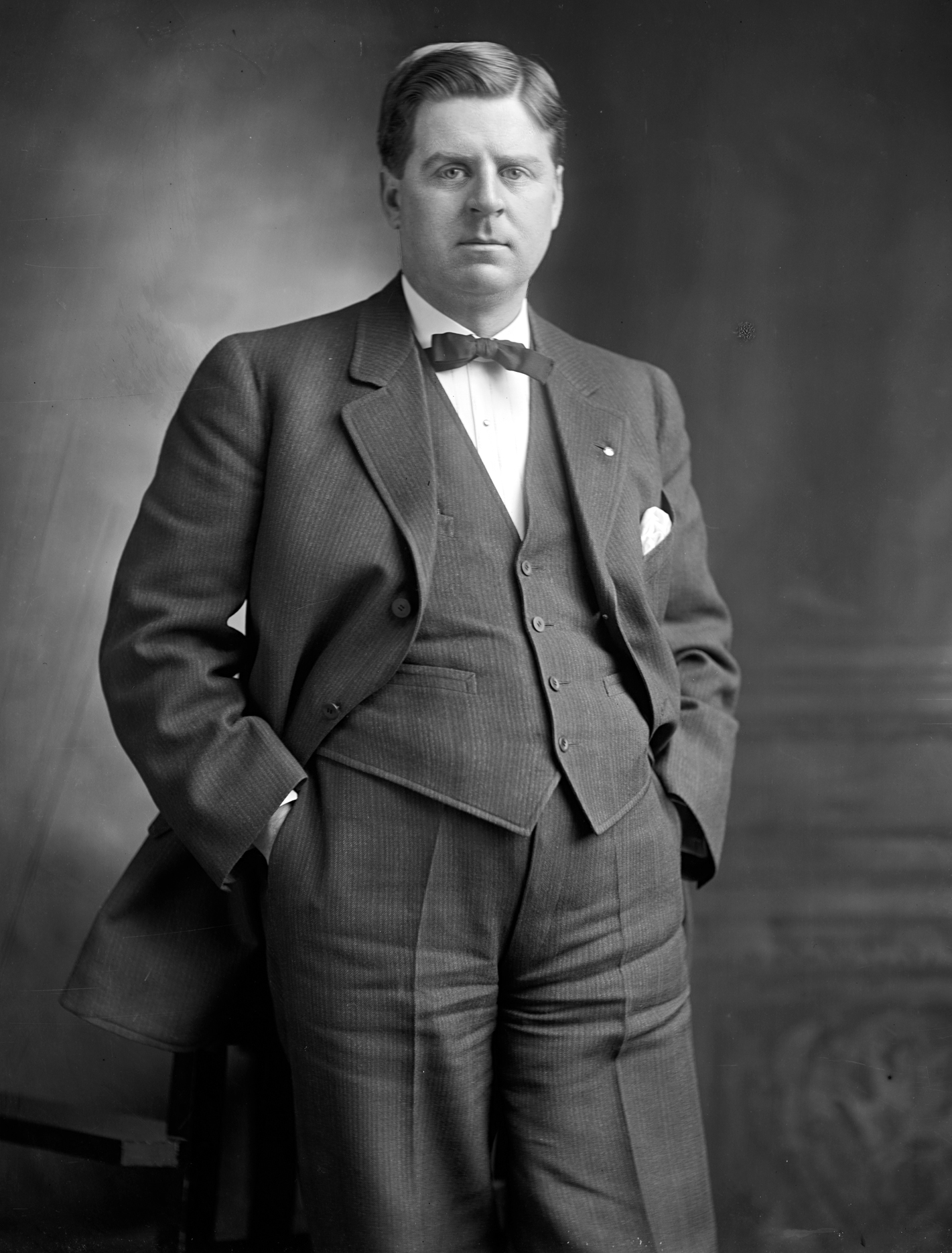
Arthur W. Kopp

Arthur William Kopp (* 28. Februar 1874 in Bigpatch, Grant County, Wisconsin; † 2. Juni 1967 in Platteville, Wisconsin) war ein US-amerikanischer Politiker. Zwischen 1909 und 1913 vertrat er den Bundesstaat Wisconsin im US-Repräsentantenhaus.

## Werdegang
Arthur Kopp besuchte die öffentlichen Schulen im Grant County. Im Jahr 1895 absolvierte er die State Normal School in Platteville. Anschließend unterrichtete er selbst für einige Jahre als Lehrer. Nach einem Jurastudium an der University of Wisconsin–Madison und seiner im Jahr 1900 erfolgten Zulassung als Rechtsanwalt begann er in Platteville in seinem neuen Beruf zu arbeiten. Zwischen 1903 und 1904 war er in dieser Stadt Gemeinderat. Gleichzeitig war er deren juristischer Vertreter. Von 1904 bis 1908 amtierte Kopp als Bezirksstaatsanwalt im Grant County.
Bei den Kongresswahlen des Jahres 1908 wurde er als Kandidat der Republikanischen Partei im dritten Wahlbezirk von Wisconsin in das US-Repräsentantenhaus in Washington, D.C. gewählt, wo er am 4. März 1909 die Nachfolge des Demokraten James William Murphy antrat. Nach einer Wiederwahl im Jahr 1910 konnte er bis zum 3. März 1913 zwei Legislaturperioden im Kongress absolvieren. Im Jahr 1912 verzichtete Kopp auf eine erneute Kandidatur. Nach seinem Ausscheiden aus dem US-Repräsentantenhaus arbeitete er zunächst wieder als Anwalt. Zwischen 1942 und 1955 war er Richter im fünften Gerichtsbezirk von Wisconsin. Danach ging er in den Ruhestand. Er blieb aber als Richter für Notfälle abrufbereit. Außerdem arbeitete er als juristischer Berater. Arthur Kopp starb am 2. Juni 1967 in Platteville.